# Fingolimod
Fingolimod (rINN, handelsnaam Gilenya® Novartis) is een  immunosuppressivum dat is goedgekeurd voor de behandeling van multiple sclerosis. Het vermindert de terugval bij patiënten met relapsing remitting multiple sclerose.

## Eigenschappen en werking
Fingolimod is een sfingosine 1-fosfaatreceptor modulator. Het is een prodrug. De actieve metaboliet is het fingolimodfosfaat en dat  bindt zich aan het  sfingosine 1-fosfaat (S1P)-receptortype-1, dat aanwezig is op de lymfocyten. Het passeert makkelijk de bloed-hersenbarrière om zich daarna te binden aan de S1P-receptor-1 op de zenuwcellen in het centraal zenuwstelsel. Als functionele antagonist van de S1P-receptor-1 op de lymfocyten, zorgt fingolimod ervoor dat lymfocyten niet meer weg kunnen komen uit de lymfeknopen, wat een herverdeling van lymfocyten veroorzaakt. Deze herverdeling vermindert de infiltratie van pathogene lymfocyten in het centrale zenuwstelsel, waar zij betrokken zouden zijn bij ontsteking en beschadiging van zenuwweefsel.

## Structuur en oorsprong
Fingolimod is een stofwisselingsproduct van de schimmel Isaria sinclairii. De stof  lijkt qua moleculaire structuur op sfingosine.

## Registratie
De Amerikaanse FDA gaf goedkeuring op 22 september 2010. 
Op 17 maart 2011 volgde het Europees Geneesmiddelenbureau (EMA).

## Kinetische gegevens
- F = 93%
- Tmax = 12–16 uur.
- De stof wordt  door reversibele stereoselectieve fosforylering omgezet in de actieve metaboliet fingolimodfosfaat. Dit wordt vervolgens o.a. via oxidatieve biotransformatie (waarschijnlijk door CYP4F2 of CYP3A4) afgebroken.
- Plasma-eiwitbinding > 99%.
- Vd = ca. 17 l/kg.
- Eliminatie: 81% als inactieve metabolieten.
- T1/2 = 6–9 dagen (schijnbare); bij lichte tot matige leverfunctiestoornis is deze verlengd met ca. 50%

## Zwangerschap en borstvoeding
Tijdens gebruik en tot 2 maanden erna is bij vruchtbare vrouwen effectieve anticonceptie verplicht.
Borstvoeding wordt ontraden.

## Bijwerkingen
Het middel kent een groot scala aan bijwerkingen. Vooral de dodelijke werking op het hart is berucht. Zie de registratietekst.

## Interacties
Niet gelijktijdig gebruiken met immunosuppressieve, immunomodulerende en anti-neoplastische therapie. Bij overzetten van langdurige immunosuppressieve therapie (natalizumab of mitoxantron) is voorzichtigheid geboden. Tijdens en tot 2 maanden na behandeling kan vaccinatie minder effectief zijn. Gebruik van een levend verzwakt vaccin vermijden vanwege risico van infecties.
Pas op met medicijnen die hartfrequentie kunnen verlagen.
Op grond van reductie van CYP450-afhankelijke enzymen is voorzichtigheid geboden bij combinatie met geneesmiddelen met een smalle therapeutische breedte en die door dit enzym worden gemetaboliseerd. Voorzichtigheid is tevens geboden bij middelen die CYP3A4 kunnen remmen.

## Waarschuwingen en voorzorgen
Aangezien fingolimod een groot scala aan bijwerkingen heeft gelieve men de registratieteksten te raadplegen. Een samenvatting geeft het Farmacotherapeutisch Kompas. Vooral hartproblemen zijn berucht.

## Dosering
De dosering is 1x daags een capsule van 0,5 mg.
Aanbevolen wordt de eerste dosering extra in de gaten te houden.

## Plaatsbepaling
Het Geneesmiddelenbulletin spreekt zich negatief uit over het geneesmiddel. Het Farmacotherapeutisch Kompas ziet het als een reservemiddel vanwege de ernstige bijwerkingen.

## Vergoeding in Nederland
De beperkte vergoeding in het Basispakket heeft tot kamervragen geleid.
Op 6 augustus 2013 kopte het dagblad Trouw dat de voorwaarden verruimd zouden worden.

## Waarschuwingen na registratie
- Op 14 november 2013 deed fabrikant Novartis een waarschuwingsbrief uitgaan na het overlijden van 2 patiënten met het fatale hemofagocytair syndroom (HPS).[13]
- Op 24 april 2015 gaf fabrikant Novartis een waarschuwing wegens het geconstateerde optreden van progressieve  PML bij een patiënt in Duitsland.[14]
- Op 4 februari 2016 volgde een waarschuwing voor het optreden van ernstige infecties.[15]
- Op 3 november 2017 volgde een waarschuwing voor hartpatiënten.[16]